# Philippe Cura
Philippe Cura, né le 29 février 1972, est un acteur français.
Il est notamment connu du grand public pour son rôle d'André Markowicz dans la série télévisée Caméra Café (2001).

## Biographie
En 2008, Philippe Cura joue aux côtés de Vincent Lagaf' dans le film Le Baltringue.
En 2019 à la radio, il intègre l'équipe de Philippe Lellouche sur RMC dans l'émission Lellouch à l'affiche.

## Filmographie

### Cinéma

#### Longs métrages
- 1998 : En plein cœur de Pierre Jolivet : un homme de la sécurité[2]
- 1999 : Ma petite entreprise de Pierre Jolivet : le livreur
- 2004 : Les Textiles de Franck Landron : Jacky
- 2005 : Ma vie en l'air de Rémi Bezançon : le copilote « terroriste »
- 2005 : Espace détente de Bruno Solo et Yvan Le Bolloc'h : André Markowicz, le chauffeur du patron
- 2010 : Le Baltringue de Cyril Sebas : Sam
- 2010 : Henry de Kafka et Pascal Rémy : Michel
- 2010 : L'Assaut de Julien Leclercq : Roland Môntins du GIGN
- 2014 : Le jeu de la vérité de François Desagnat : le commercial
- 2019 : Andy de Julien Weill : Philippe

#### Courts métrages
- 1998 : À tout de suite[2]
- 2006 : Oh ! Ma femme d'Olivier Dujols[3] : Hans[2]
- 2007 : J'ai plein de projets de Karim Adda[4]
- 2014 : Envie[Quoi ?]

### Télévision
- 2002-2004 : Caméra Café : André Markowicz
- 2009 : Ticket gagnant (téléfilm) de Julien Weill : Riton[5]
- 2010 : Caméra Café 2 (épisode Entre hommes) : André
- 2011 : Camping Paradis (saison 2, épisode 6) : José
- 2014 : RIS police scientifique (épisode Les Cercueils de pierre) : Loïc Roche
- 2014 : No Limit (saison 3, épisodes 1 et 2) : Zack
- 2022 : Syndrome E de Laure de Butler : Médecin maison Kieffer
- 2023 : Caméra Café, 20 ans déjà (téléfilm) de Bruno Solo et Yvan Le Bolloc'h : André Markowicz